# Chiesa di Sant'Antonio (Pitigliano)
La chiesa di Sant'Antonio è un edificio situato nel centro di Pitigliano. La sua ubicazione è lungo via Zuccarelli.

## Storia
La chiesa fu costruita in epoca medievale, più precisamente nel corso del Duecento, lungo uno dei due assi viari principali del centro storico di Pitigliano.
Il luogo di culto ebbe sicuramente il periodo di maggior splendore durante il periodo tardo-medievale, ma durante i secoli successivi divenne sempre più marginale, fino a quando ne fu decisa la chiusura, vista la sempre meno numerosa presenza di fedeli e la riqualificazione delle principali chiese del centro.
Dopo essere stata completamente abbandonata come edificio religioso, la struttura fu ceduta a privati che la adibirono ad altri usi, pur avendo conservato alcuni elementi che testimoniano l'originaria funzione svolta.

## Descrizione
La chiesa di Sant'Antonio era ubicata all'interno di un fabbricato, che attualmente ospita un magazzino al pian terreno ed alcune abitazioni al piano superiore.
La struttura è ben riconoscibile per il portale d'ingresso architravato, preceduto da uno scalino, sopra il quale è rimasto un caratteristico tabernacolo che sporge dal paramento murario rivestito in pietra e tufo.
L'interno dell'edificio, pur conservando la pianta rettangolare, ha subito profonde modificazioni rispetto a quella che doveva essere l'originaria struttura medievale.